# Tobelbach (Osterhofer Ach/Bannholz)
Der Tobelbach ist ein 1,068 km langer Bach in Haisterkirch und am Westhang des Haisterkircher Rücken bei Bad Waldsee.

## Lage
Der Oberlauf des Tobelbachs entspringt östlich von Haisterkirch am Westhang des Haisterkircher Rückens, während sein Unterlauf durch Haisterkirch fließt. Nördlich der Straße, die von Haisterkirch über den Haidgauer Berg führt, verläuft der Oberlauf innerhalb einer markanten Baumreihe vor dem Ortseingang von Haisterkirch. Der Tobelbach liegt östlich der Europäischen Hauptwasserscheide und gehört zum Einzugsgebiet der Osterhofer Ach, in die er auch mündet. Naturräumlich verortet er sich in der Riß-Aitrach-Platten (Nr. 41), die zur Großlandschaft Donau-Iller-Lech-Platte (Nr. 4) zählt und befindet sich nur etwa 600 Meter entfernt vom Oberschwäbischen Hügelland (Nr. 32), das zur Großlandschaft Voralpines Hügel- und Moorland (Nr. 3) gehört.

## Verlauf
Die Quelle des Tobelbachs liegt in der Flur Pfaffenwiesen, nur wenige Meter östlich des Waldgebiets Bannholz. Anschließend durchfließt er die Flur Erlen und erreicht Haisterkirch im Bereich Wiesenstraße/Sebastiansweg. Ab hier beginnt seine Verrohrung, und er folgt dem Sebastiansweg etwa 100 Meter in gerader Linie. An der Biegung des Sebastianswegs setzt der Tobelbach seinen Lauf geradeaus durch die Flur Beund fort, wo er schließlich in die Osterhofer Ach mündet.

## Naturnaher Bachabschnitt SÖ Haisterkirch
Südöstlich von Haisterkirch bei Bad Waldsee erstreckt sich ein 1,7618 Hektar großes, geschütztes Biotop, das einen naturnahen Bachabschnitt des Tobelbach umfasst. Dieser in nordwestliche Richtung talwärts fließende Abschnitt wird von einem 15 bis 36 Meter breiten, dichten und stufig aufgebauten Gehölzsaum begleitet, innerhalb dessen der Bach mäandriert. Der Lauf ist überwiegend tief eingeschnitten, mit besonders tiefen Einschnitten und steilen Ufern im mittleren Teil, wo die Molasse an der Bachsohle ansteht. Die Baumschicht wird von Esche und Schwarzerle dominiert, die Strauchschicht von der Traubenkirsche. Die Krautschicht variiert zwischen üppigen und mageren Bereichen. Dieses Biotop wird als Gebiet von besonderer lokaler Bedeutung eingestuft und als in seiner Größe einmaliger, außerordentlich naturnaher Bachabschnitt hervorgehoben. Das Biotop gliedert sich in einen naturnahen Abschnitt eines Mittelgebirgsbachs (6 %, 0,1057 ha) und einen überwiegenden gewässerbegleitenden Auwaldstreifen (94 %, 1,6561 ha).